# Hemiboea strigosa
Hemiboea strigosa är en tvåhjärtbladig växtart som beskrevs av Woon Young Chun och Wen Tsai Wang. Hemiboea strigosa ingår i släktet Hemiboea och familjen Gesneriaceae. Inga underarter finns listade i Catalogue of Life.